# 都柏林湖怪物
都柏林湖怪物（英文：Dublin Lake Monster）是一种出没于美国新罕布什尔州切希尔县都柏林镇都柏林湖的神秘动物，据说其栖息于100英尺深的洞穴中。都柏林湖怪物的历史可以追溯至1980年，传说一名在都柏林湖潜水的潜水员突然失踪，数天后在附近的树林被发现，潜水员称他被类似鳗鱼的怪物袭击。在不同理论中，都柏林湖怪物被认为可能是巨型鳗鱼，原生鱼类或一场骗局。值得一提的是，目前的都柏林湖仍是一些潜水爱好者的潜水场所之一。

## 相关书籍
- 《 America's Loch Ness Monsters 》- 作者：菲利普·里夫（Philip Rife），2000年出版。[4]

- 《New England’s Scariest Stories and Urban Legends》- 作者：卡西·麦克马纳斯（Cathy McManus ）、桑默·帕拉迪丝（Summer Paradis），插画作者：韦恩·比德·里斯德尔（Wayne Bud Ridsdel）。[4][5]